# Eurypetalum tessmannii
Eurypetalum tessmannii är en ärtväxtart som beskrevs av Hermann August Theodor Harms. Eurypetalum tessmannii ingår i släktet Eurypetalum och familjen ärtväxter. IUCN kategoriserar arten globalt som livskraftig. Inga underarter finns listade i Catalogue of Life.